# Bellenberg
Bellenberg est une commune de Bavière (Allemagne), située dans l'arrondissement de Neu-Ulm, dans le district de Souabe.

## Personnalités
- Rudolf Mang (1950-2018), haltérophile poids lourd, vice-champion olympique, est né à Bellenberg.
- Werner Küchler (né en 1950), directeur du Relais Plaza, célèbre restaurant parisien, est né à Bellenberg.